# Chimbu
Chimbu (també dit Simbu o Kimbu) és un idioma de la província de Simbu a Papua Nova Guinea. El 1994 es va estimar que tenia uns 80.000 parlants, 10.000 d'ells monolingües; en el cens de 2000 census, se'n van registrar 115.000, pocs d'ells monolingües.
Com altres llenguatges Chimbu languages, el Kuman té les poc usual consonants laterals.

## Gramàtica
El Kuman és un idioma SOV (ordre subjecte, objecte, verb).